# 灘川サービスエリア
灘川サービスエリア（タンチョンサービスエリア）は忠清南道公州市の論山-天安高速道路上（順天方向のみ）にあるサービスエリア。

## 道路
- 論山-天安高速道路

## 施設

### 休憩所棟
1階
- コンビニエンスストア
- 喫茶
- ファーストフード
- スナック
- 食堂
- コーヒー専門店

2階
- レストラン（朝鮮料理、西洋料理）

- ガソリンスタンド(エスオイル)LPG充填所併設

## 隣
- 灘川IC - 灘川SA - 南公州IC